# Associació Cubana de Bibliotecaris
L'Associació Cubana de Bibliotecaris, en castellà Asociación Cubana de Bibliotecarios (ASCUBI) és una associació que agrupa els bibliotecaris cubans, constituïda a l'Havana el 27 de desembre de 1985.
La seva finalitat és la de contribuir a l'enriquiment i avenç de la cultura, la lectura i l'increment de la consciència nacional sobre el paper de les biblioteques com a elements fonamentals per al desenvolupament de la persona, la comunitat i, per tant, del poble en general. És una organització no governamental d'índole sociocultural.

## Antecedents
L'Associació Cubana de Bibliotecaris sorgeix en un període de la història cubana ric en la formació i desenvolupament d'Associacions Bibliotecàries, la dècada dels anys 30. En aquest moment històric sorgeixen entre altres Lyceum Lawn Tennis Club, l'Associació Bibliotecària Cubana, la Federació Nacional de Biblioteques Públiques i l'Associació d'Amics de la Biblioteca Nacional entre d'altres.
L'any 1948 es crea l'organització que agrupa tots els bibliotecaris del país, en una reunió celebrada als salons del Lyceum Lawn Tennis Club - la Dra. Maria Teresa Freyre d'Andrade fa la proposta de crear l'Associació Cubana de Bibliotecaris, en honor de Marieta Daniels, de la Biblioteca del Congrés de Washington DC. En aquest mateix marc es va designar al Dr. Jorge Aguayo per nomenar a cinc persones que integrarien la comissió encarregada d'elaborar els estatuts del que seria la futura organització. El juny del mateix any va quedar conformat un Comitè Gestor o Junta Professional integrada per reconeguts bibliotecaris de l'època, fins a constituir-se oficialment.
L'Associació es va radicar en la Societat Econòmica d'Amics del País i va presentar una sèrie de projectes per beneficiar les biblioteques i els bibliotecaris. Durant els 11 anys es va desenvolupar gran quantitat d'activitats per al desenvolupament professional dels bibliotecaris, va editar un butlletí amb freqüència trimestral i va instituir un Premi Anual el qual atorgaven a personalitats rellevants que difonguessin la cultura i tot el relacionat amb el quefer bibliotecari.

## Dècada dels 80
Les destacades professionals Olinta Ariosa, Martha Terry, Miriam Bendamio, Miriam Martínez i altres, que havien assistit als Congressos de la Federació Internacional d'Associacions i Institucions Bibliotecàries (IFLA), fomenten entre el gremi bibliotecari la necessitat de la creació d'una Associació. El 1984 es crea la Comissió Gestora i es comença a confeccionar la documentació necessària per crear la mateixa. Finalment, el 31 de març de 1986, Dia del Llibre Cubà, es dona a conèixer públicament la creació de l'Associació Cubana de Bibliotecaris, si instància nacional. La mateixa es constitueix d'acord amb el que estableix la Llei no. 54 del 27 de desembre de 1985, en una entitat jurídica, representativa dels bibliotecaris de tot el país i s'identifica per les sigles d'ASCUBI.